# Mercer (Unternehmensberatung)
Mercer ist eine international tätige Unternehmensberatung. Das Unternehmen gehört zu Marsh McLennan Companies und beschäftigt weltweit rund 25.000 Mitarbeiter in mehr als 43 Ländern.
Die Kerngeschäftsfelder von Mercer sind: betriebliche Altersversorgung, Investment Consulting, HR-Management, Transformation, Vergütungsberatung, Mitarbeiterkommunikation, Auslandsentsendungen, Pensionsverwaltung, Health & Benefits sowie Mergers & Acquisitions.

## Geschichte
Im Jahr 1945 gründete William M. Mercer eine gleichnamige Beratung für betriebliche Sozialzulagen (employee benefits) in Kanada. Diese wurde 1959 von Marsh & McLennan aufgekauft und mit der hauseigenen, 1939 gegründeten, Abteilung für betriebliche Sozialzulagen zusammengelegt. Erst 1975 wurde die Abteilung als eigenständiges Unternehmen mit der Firma William M. Mercer, Inc. ausgegliedert, sie blieb hundertprozentige Tochter der 1969 neu gegründeten Holding Marsh & McLennan Companies. In den folgenden Jahren wuchs das Unternehmen, sowohl durch organisches Wachstum als auch durch Zukäufe entwickelte es sich zu einer der größten Beratungen in ihrer Sparte. Einige der bekannteren Zukäufe sind Duncan C. Fraser & Co (1986), A.S. Hansen (1987) und KPMG Peat Marwick Compensation Consulting (1998).
2002 wurde der Unternehmensname (Firma) in Mercer Human Resource Consulting geändert, 2007 schließlich in Mercer.

### Mercer Deutschland GmbH
In Deutschland ist Mercer seit 1989 vertreten und unterhält unter anderem Büros in Berlin, Düsseldorf, Frankfurt am Main (Hauptsitz), Hamburg, Karlsruhe, Leipzig, München und Stuttgart. Das Unternehmen beschäftigt knapp 600 Mitarbeiter.
Ende 2017 akquirierte Mercer die auf HR-Management, Transformation und Digitalisierung spezialisierte Unternehmensberatung Promerit AG mit 120 Mitarbeitern. Seit dem 1. Januar 2022 ist Promerit in Mercer aufgegangen.

### Mercer (Switzerland) SA
Rund 120 Mitarbeiter arbeiten für Mercer an den Standorten Zürich, Genf und Nyon.
2015 wurde der Schweizer Investment Advisor SCM Strategic Capital Management AG übernommen.

### Mercer (Austria) GmbH
In Österreich ist Mercer mit 15 Mitarbeitern in Wien vertreten.

## Studien
Mercer veröffentlicht regelmäßig Pressemitteilungen und verschiedene Studien.

### Lebensqualität
| Rang | Stadt             | Land        |
| ---- | ----------------- | ----------- |
| 1    | Wien              | Österreich  |
| 2    | Zürich            | Schweiz     |
| 3    | Auckland          | Neuseeland  |
| 3    | München           | Deutschland |
| 3    | Vancouver         | Kanada      |
| 6    | Düsseldorf        | Deutschland |
| 7    | Frankfurt am Main | Deutschland |
| 8    | Kopenhagen        | Dänemark    |
| 9    | Genf              | Schweiz     |
| 10   | Basel             | Schweiz     |

Die Erhebung, die unter dem Namen „Mercer Quality of Living Survey“ bekannt ist, vergleicht jährlich die Lebensqualität von Metropolen der Welt. Dabei werden die Lebensbedingungen anhand von 39 Faktoren, die sich in die folgenden Kategorien einteilen, erhoben:
1. Politische und soziale Umgebung (Politische Stabilität, Kriminalität, Verbrechensbekämpfung …)
2. Ökonomische Bedingungen (Geldwechselbedingungen, Bankservices …)
3. Soziokulturelle Bedingungen (Zensur, Limitierungen der persönlichen Freiheit …)
4. Gesundheit und Gesundheitswesen (Medizinische Versorgung, ansteckende Krankheiten, Abwasser- und Müllentsorgung, Luftverschmutzung …)
5. Schulen und Ausbildung (Standard und Verfügbarkeit internationaler Schulen …)
6. Öffentliche Services und Verkehr (Elektrizität, Wasser, öffentlicher Verkehr, Verkehrsdichte …)
7. Unterhaltung (Restaurants, Theater, Kinos, Sport- und Freizeitbetriebe …)
8. Konsumgüter (Verfügbarkeit von Nahrung und Konsumgütern des täglichen Bedarfs, Autos …)
9. Unterkünfte (Wohnungswesen, Haushaltsgeräte, Einrichtung, Wartungsdienste …)
10. Umwelt (Klima, Naturkatastrophen …)

Die nach Mercer Top 10 Städte hinsichtlich Lebensqualität sind der Tabelle rechts zu entnehmen. Die der Studie zugrunde liegenden Daten stammen von Angaben von im Ausland eingesetzten Mitarbeitern weltweit operierender Unternehmen. Seit Beginn der Corona-Pandemie wurde noch keine neue Studie zur Lebensqualität veröffentlicht.

#### Kritik an der Studie
Das Ranking ist die vermutlich bekannteste populärwissenschaftliche Studie zu diesem Thema. Von vielen Medien wird das Ergebnis in die Berichterstattung aufgenommen. Die Frage, wie die Daten erhoben und ausgewertet wurden, bleibt unberücksichtigt. Tatsächlich stellt das Unternehmen in diesem Report keine Daten zur Verfügung, die verifiziert werden könnten. Darüber hinaus sind die Kriterien sowohl in der Auswahl als auch hinsichtlich der Gewichtung auf die Bedürfnisse der Kundschaft von Mercer zugeschnitten.
Analytisch durchgeführte Erhebungen, um z. B. Basisgehälter für einen Standort bestimmen zu können, werden vom Beratungsunternehmen als so genannte „Local Evaluation Reports“ für Beträge von mehreren hundert Dollar zum Kauf angeboten.

### Global Talent Trends
Große Aufmerksamkeit in den Fachmedien erreicht die jährlich veröffentlichte Studie "Global Talent Trends", die die Herausforderungen von Personalverantwortlichen in den Mittelpunkt stellt.